# Ишпан
Ишпан (венг. ispán), Испан — должность главы администрации комитата в Венгерском королевстве, существовавшая с XI века по 1918 год. 
Ишпаны назначались венгерским королем из числа магнатов. Слово «ишпан» (ispan), то есть граф, это изменённое слово Жупа́н — князь или старшина у южных славян, правитель какого-нибудь округа, начальник жупы.

## Этимология
В письменных документах название «ишпан» впервые встречается в 777 году в учредительных письмах Кремсмюнстерского аббатства. В венгерском языке слово «ишпан» появилось после вхождения в состав Венгрии жупаний Великой Моравии (её захвата венграми). Широкое употребление слово приобрело во времена Иштвана I (997-1038), который провел административную реформу, в результате чего королевство было поделено на комитаты.
Слово «ишпан» происходит от славянского «жупан» — руководителя округа, страны.

## История
В раннефеодальной Венгрии ишпаны возглавляли судебную и административную власти на территории комитатов. Они обычно назначались на определенный срок королем Венгрии и могли быть в любое время смещены с должности. Должность ишпана была связующим звеном между королевской администрацией и дворянским самоуправлением комитатов. Ишпаны были ответственны за поддержание порядка, разрешение судебных споров, сбор налогов и натуральных платежей королю и организацию обороны своей области. Резиденция ишпанов находилась в замке, который играл роль административного центра комитата. Финансирование деятельности ишпана и его аппарата осуществлялось путём удержания одной трети из собираемых им на территории комитата платежей королю. По своему статусу венгерские ишпаны примерно соответствовали графам империи Карла Великого. Имена первых ишпанов-сподвижников Иштвана I остались в названиях некоторых комитатов (Собольч, Хонт, Чанад).
С течением времени власть ишпанов на подведомственной территории уменьшалась, всё больше власти получали магнаты.

## Производные титулы

### Фёишпан
В периоды усиления централизации власти полномочия глав комитатов существенно расширялись, что привело к появлению в XVI веке нового титула главы комитата — «фёишпана»(венг. főispán, лат. supremus comes — главный ишпан). В XV-XVIII вв. власть фёишпанов была наследственной. Позже фёишпан — доверенное лицо правительства, назначавшаеся королем или регентом по предложению министра внутренних дел. Фёишпан имел право контроля над выборной администрацией.

### Алишпан
Каждый ишпан комитата назначал своего заместителя — "алишпана" (венг. alispán, лат. vicecomes — вицеишпан). Впервые в письменных документах должность упоминается в 1113 году под латинским названием «curialis comes». Начиная с XIII века значение должности постепенно росло. Поскольку ишпанами комитатов обычно назначались приближенные к королю магнаты, а также высшие должностные лица королевской администрации (палатин, казначей и т. п), именно на алишпана ложилась главная работа по управлению комитатом, а лица, которые занимали эту должность, становились фактическими руководителями. С XV века существовал обычай назначения алишпана из числа местных дворян, в результате чего элемент дворянского самоуправления в комитатской системе резко возрос. В 1504 году был принят закон, которым предусматривалась необходимость одобрения кандидатуры алишпана комитатськими собранием. Алишпан, как высший выборный чиновник комитата, не подчинялся фёишпану. В периоды усиления централизации (как, например, в первой половине XIX века) фёишпаны возвращали себе власть над комитатами, а полномочия алишпанов сокращались.